# Jean de Worcester
Pour les articles homonymes, voir Worcester (homonymie).
Jean de Worcester (actif entre 1095 et 1140), fut un moine bénédictin qui est très probablement l'auteur d'une chronique universelle attribuée auparavant à Florence de Worcester, le Chronicon ex chronicis (Chronique des chroniques).

## Biographie
Orderic Vital relate qu'il a vu Jean de Worcester travailler sur une chronique en 1124, et que l'évêque Wulfstan de Worcester lui avait demandé de continuer le récit des événements contemporains à la suite de la chronique de Marianus Scotus († 1082), un reclus irlandais qui vivait à Fulda près de Mayence. 
L'œuvre de Jean, intitulée Chronicon ex chronicis (Chronique des chroniques) est une chronique universelle, comme celle de son lointain prédécesseur Bède le Vénérable. Pour ses annales, il utilise le travail de Scotus, qu'il enrichit et corrige, il incorpore une ou plusieurs versions de la Chronique anglo-saxonne. Il a aussi recours à l'Historia ecclesiastica de Bède pour les événements jusqu'à 731.
L'œuvre de Jean de Worcester est particulièrement intéressante pour l'histoire anglaise de la période 450 à 1140. Il est une source contemporaine importante pour la fin du règne d'Henri Ier d'Angleterre et les premières années du règne d'Étienne. Il est particulièrement bien informé des campagnes de ce dernier dans l'ouest de son royaume. 
Il nous est parvenu cinq copies de sa chronique. L'une d'elles est une version de travail qui montre de nombreuses mentions marginales et dont certaines parties ont été complètement réécrites. Ce travail de révision montre qu'il était probablement en contact avec d'autres chroniqueurs et historiens anglais. 

## Œuvre
- (en) Annales de l'Histoire anglaise, depuis le départ des Romains jusqu'au règne d'Édouard Ier, par Jean de Worcester, traduit du latin par Thomas Forester. Sur Google Books (téléchargeable).
- (la)  Édition conservée au Corpus Christi College, Oxford, ms. 157.

### Sources
- P. McGurk, « Worcester, John of (fl. 1095–1140) », dans Oxford Dictionary of National Biography, Oxford University Press, 2004. Accédé en novembre 2008.